# Cantonul Trappes
Cantonul Trappes este un canton din arondismentul Versailles, departamentul Yvelines, regiunea Île-de-France, Franța.